# Джафаров, Мамед-Юсиф Гаджибаба оглы
Мамед-Юсиф Гаджибаба оглы Джафаров (азерб. Məmməd Yusif Hacıbaba oğlu Cəfərov; 20 марта [1 апреля] 1885 или 14 марта 1885, Баку — 15 мая 1938, Баку) — азербайджанский политический и государственный деятель. Депутат Государственной думы Российской империи IV созыва. Один из основателей АДР. Министр торговли и промышленности и иностранных дел АДР. Последний заместитель спикера парламента АДР.

## Биография
Мамед-Юсиф Джафаров родился 20 марта (1 апреля) 1885 в Баку. В 1907 году окончил Бакинскую Александровскую гимназию. Затем поступил на юридический факультет Московского университета. Во время учёбы Джафаров поддерживал связь со студентами-азербайджанцами, активно участвовал в вечерах и мероприятиях. В 1912 году он с отличием окончил университет и вернулся в Баку, где работал помощником присяжного поверенного. Заслужив уважение населения Бакинской, Елизаветпольской и Эриванской губерний, Мамед-Юсиф Джафаров стал депутатом Четвёртой Государственной Думы. Он был единственным депутатом-мусульманином из Южного Кавказа. Входил в Мусульманскую фракцию и во фракцию кадетов.
В своих выступлениях Джафаров указывал на равнодушие властей к обучению мусульманского населения Южного Кавказа, ограничение прав, превращение мечетей в казармы и.т.п. Мамед-Юсиф с одобрением отнёсся к февральской революции. Избран во Всероссийское учредительное собрание в Закавказском избирательном округе по списку № 10 (Мусульманский национальный комитет и Мусават). В Особом Закавказском Комитете Джафаров руководил промышленностью и торговлей. 
В 1917 году на съезде мусульман Кавказа, который проходил 15—20 апреля, он призвал мусульман к единству. 15 ноября 1917 года Джафаров стал комиссаром промышленности и торговли Закавказского комиссариата. В Закавказском Сейме входил в мусульманскую фракцию. Выступая на заседаниях, Джафаров призывал народы Кавказа к дружбе и защите независимости, предлагал заключить мир с Османской империей.
27 мая 1918 года на чрезвычайном съезде мусульманской фракции был создан Временный Национальный Совет (ВНС) под руководством Мамеда Эмина Расулзаде. Мамед-Юсиф Джафаров был избран в исполком ВНС. На следующий день была подписана Декларация Независимости Азербайджанской Демократической Республики. Среди подписавших декларацию был и Мамед-Юсиф Джафаров. 
После создания АДР в первом кабинете министров Джафаров занимал пост министра торговли и промышленности. После отставки первого кабинета, Мамед-Юсиф Джафаров становится послом АДР в Грузии, где сыграл большую роль в создании дипломатических отношений между АДР и ГДР и дележе собственности ЗДФР.
14 марта 1919 года председатель Совета Министров АДР Насиб-бек Усуббеков сформировал четвёртый кабинет министров и назначил Джафарова на должность министра иностранных дел. Став главой внешнеполитического ведомства АДР, Мамед-Юсиф подписал с Грузией договор о военном сотрудничестве, послал ноты в штабы вооружённых сил Великобритании на Южном Кавказе. По его указанию была создана комиссия для сбора документов, касающихся политики царизма на Южном Кавказе.
2 февраля 1920 года по предложению Расулзаде Джафаров стал старшим товарищем (первым заместителем) председателя парламента АДР. Он работал на этом посту до присоединения Азербайджана к Советской России. 27 апреля после напряжённых дискуссий подписал решение о передаче власти Временному Революционному Комитету Азербайджана. 
После падения АДР Джафаров занимался юридической консультацией хлопковых и винных трестов.
На 1924 год являлся председателем сырьевого комитета Высшего Экономического Совета Азербайджанской ССР.
Умер 15 мая 1938 года в Баку. 

## Семья
Брат — Али-Искандер Джафаров, общественный деятель, педагог и журналист.
Жена — Екатерина Франковна Бухарская.
Внук — Юсиф Джафаров, азербайджанский историк.